# Wegkreuz (Zahlbach, Forstmeisterstraße 54a)

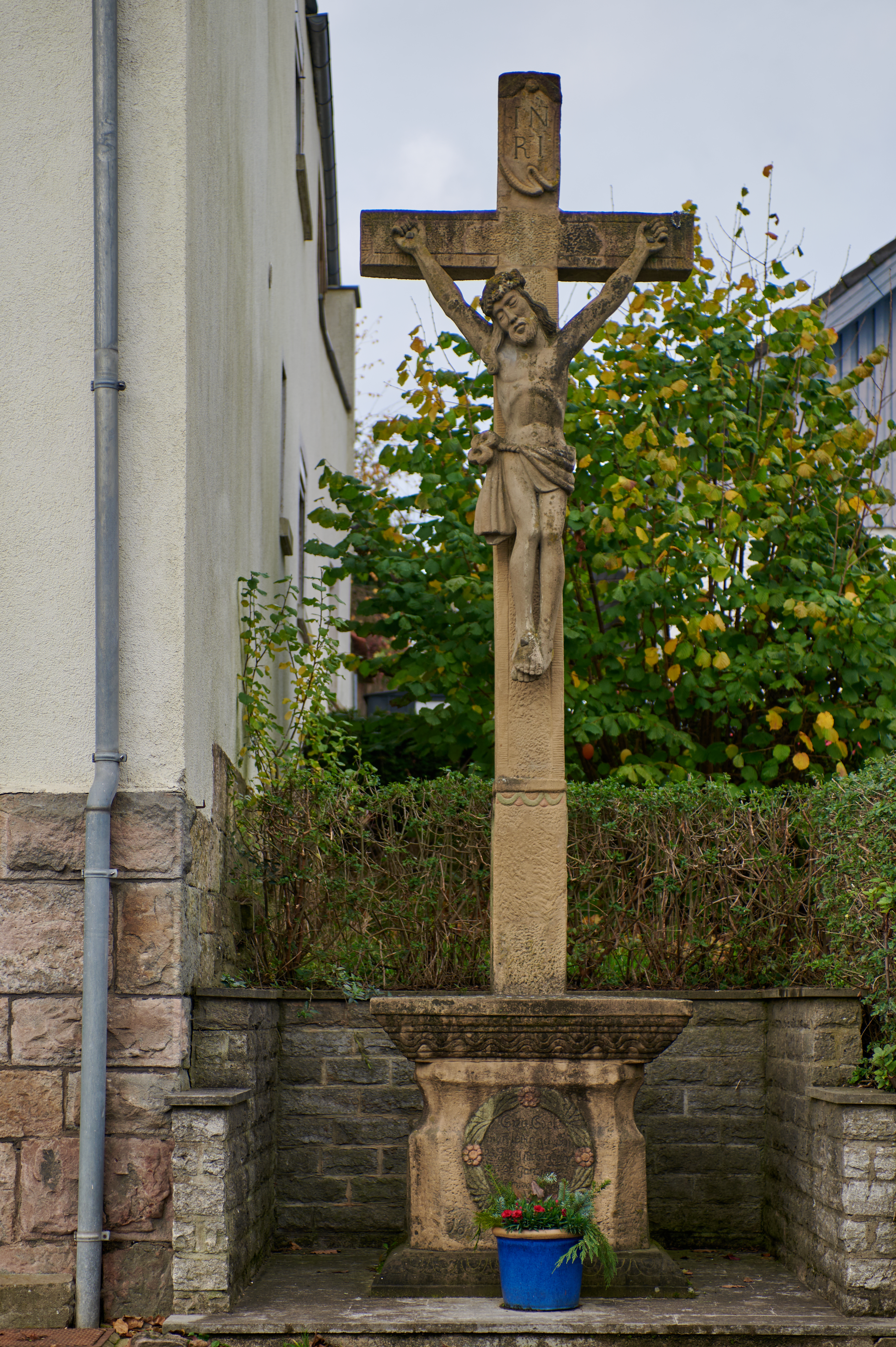
Wegkreuz, Zahlbach, Forstmeisterstraße 54a

Das Wegkreuz Forstmeisterstraße 54a ist ein Flurdenkmal in Zahlbach, einem Gemeindeteil des Marktes Burkardroth im unterfränkischen Landkreis Bad Kissingen, und befindet sich in der Forstmeisterstraße 54a. Das Wegkreuz gehört zu den Baudenkmälern von Bad Bocklet und ist unter der Nummer D-6-72-117-129 in der Bayerischen Denkmalliste registriert.

## Beschreibung
Das Wegkreuz besteht aus gelbbraunem Sandstein und entstand im Jahr 1836.
Das dreiteilige, 360 cm hohe Kreuz hat einen mehrteiligen Sockel. In einer Nische neben dem Haus steht das Tischsockelkreuz auf einem versenkten Fundament. Die Basisplatte mit eingezogenem Profil besteht aus einer Platte, einem Wasserschlaggesims und einer Platte (L = 107 cm, B = 92 cm, Höhe 4/9/2) mit Eierstabband und darauf einem 66 cm hohen. zwiebelförmigen Sockelprisma (Bauch H = 40 cm, eingezogene Bucht H = 17 cm, darauf Platte H = 7 cm, an der Basis 81/82 cm, oben 83 cm × 83 cm). Darauf befindet sich eine 22,5 cm hohe Abschlussplatte mit auskragendem Profil von 83 cm × 83 cm auf 109,5 cm × 94 cm mit kleiner Platte beziehungsweise Falz: 1,5 cm, Wulst 3 cm, Platte 5 cm, Wulst mit Wellenbandzier. Der zwiebelförmige Sockel hat an der Basis und an den Abschlussplatten einen Vielecksquerschnitt mit unten 58/16/67 (Schauseite rechts); Rückseite: 82 cm, links weiter 66 cm, dann 17 cm, oben Schauseite 63 cm, rechts weiter 14 cm, dann 68 cm, Rückseite 80 cm, links weiter 65 cm, 13 cm (es folgt, wie bereits erwähnt, 63 cm).
Die Sockelinschrift lautet in gotischen Buchstaben:

„Eva Edel-

man ledig, geb. den

25. Juny 1805 ge-stor-

ben 20. Jan. 1836

Stifterin von dem Altar

erricht den 19. May

1836“

Der Kreuzschaft ist versenkt aus 78 cm hohen Sockelschaft mit den Maßen 26 cm × 25 cm. Im Rahmen rechts und links ist ein Pflanzenmotiv zu sehen, an der Schauseite oben eine Hängegirlande. Der Schaftquerschnitt beträgt 24 cm 17,5 cm. Die Gesamthöhe des Kreuzes beträgt etwa 260 cm, der Querbalken ist etwa 50 cm lang, der Korpus 260 cm. Die Gesamtsockelhöhe beträgt etwa 100 bis 102 cm. Der Boden ist gepflastert, aber uneben. Mitte Schauseite 60 cm, rechts weiter 10 cm, 66 cm, Rückseite 73 cm, links 63 cm, 10 cm (und zum Anfang 60 cm, wie bereits erwähnt).